# Kümmersbruck
Kümmersbruck là một đô thị tại Amberg-Sulzbach district, bang Bayern nước Đức. Đô thị Kümmersbruck có diện tích 46,38 km², dân số thời điểm ngày 31 tháng 12 năm 2006 là 10.208 người. Đô thị này tọa lạc 3 km về phía đông nam của Amberg.